# Fırat Yükselir
Fırat Yükselir (* 1981 in Ankara) ist ein türkischer Komponist, Pianist und Dirigent. 

## Werdegang
Er begann seine musikalische Ausbildung durch Unterricht bei seinem Vater, dem Komponisten und Sänger Hasan Yükselir.

## Werke
- Nefes Vatan Sağolsun (2009)[1]
- Kağıt (2010)
- 72. Koğuş (2010)[2]
- Ay Büyürken Uyuyamam (2011)[3]
- Kurtuluş Son Durak (2012)[4]
- Mevsim Çiçek Açtı (2012)[5]
- Ayhan Hanim (2014)[6]

## Auszeichnungen
- 16. Kral TV Video Music Award für die beste Filmmusik-Preis (2010)
- Kristallapfel Musik Special Jury Award für die beste Werbung (2011)